# 包科尼圣拉斯洛
包科尼圣拉斯洛（匈牙利語：Bakonyszentlászló）是匈牙利杰尔-莫雄-肖普朗州所辖的一个村。总面积38.51平方公里，总人口1764，人口密度45.8人/平方公里（2011年1月1日）。